# Bartramia capensis
Bartramia capensis är en bladmossart som beskrevs av Roelof J.van der Wijk och Margadant 1959. Bartramia capensis ingår i släktet äppelmossor, och familjen Bartramiaceae. Inga underarter finns listade i Catalogue of Life.